# Märta Larsson
Märta Decentia Larsson, född 29 augusti 1904 i Stockholm, död där 3 januari 1976, var en svensk skulptör och målare.
Hon var dotter till direktören Frans Edward Larsson och Decentia Anna Larsson. Hon studerade vid Konsthögskolan i Stockholm 1926–1931 och vid Académie Scandinave och Académie Julian i Paris. Hon tilldelades Konstakademiens kanslermedalj 1929. Hennes konst består av landskap i olja samt porträttbyster och mindre figurgrupper.   